# Цудук
Цудук (таб. Цӏудухъ) — село в Хивском районе Дагестана. Входит в состав сельского поселения «Сельсовет Кондикский».

## География
Расположено 5  км к северо-западу от районного центра — села Хив.

## История
Табасаранское селение Цудук являлось в прошлом составной частью союза сельских общин «Дырче» Южного Табасарана.

## Инфраструктура

### Культура
- Центр традиционной культуры народов России.[3]

### Образование и дошкольное воспитание
- Цудукская ООШ.[4]

## Достопримечательности
К югу от села, в местности под названием «Ифдин гъарзар» (Кровавые скалы) на поверхности двух скальных выходов, а также на скалах и валунах вблизи них ярко-красной и красной охрой изображены фигурки людей в сопровождении собак, олени с ветвистыми рогами, козлы, собаки, солярные знаки и т.д. Известный археолог М.Г. Гаджиев датировал рисунки (по фотографиям) приблизительно эпохой бронзы (IV-III тыс. до н.э.)

## Население
| 1895 | 1926 | 1939 | 1970 | 1989 | 2002 | 2010 |
| ---- | ---- | ---- | ---- | ---- | ---- | ---- |
| 134  | ↗202 | ↗268 | ↗277 | ↗291 | ↗398 | ↗417 |
| 2021 |      |      |      |      |      |      |
| ↗451 |      |      |      |      |      |      |